# Le Voyage d'hiver (nouvelle)
Pour les articles homonymes, voir Voyage d'hiver (homonymie).
Le Voyage d'hiver est une nouvelle écrite par Georges Perec en 1979.

## Résumé
La nouvelle raconte l'histoire de Vincent Degraël, un professeur de Lettres, qui découvre un livre d'un certain Hugo Vernier nommé Le voyage d'hiver lors de vacances chez des amis. Celui-ci contient plusieurs passages empruntant les phrases de nombreux auteurs célèbres de littérature du XIXe siècle, tels que Rimbaud, Mallarmé, Verlaine, etc. Le personnage lisant le livre a d'abord une impression de déjà-vu, avant de reconnaître les emprunts, puis de se rendre compte que l'ouvrage a été publié en 1864, avant les œuvres dont il a reconnu les passages. Après enquête, il se rend compte que ces écrivains auraient « volé » le génie d'Hugo Vernier. Désirant publier cette découverte, il cherche à retrouver le livre pour tenir lieu de preuve, mais n’en retrouvera plus jamais la trace. Après trente ans de recherches infructueuses, il meurt à l'hôpital psychiatrique.

### Éditions
- Première parution : Saisons, Hachette, plaquette hors-commerce comprenant trois autres nouvelles de Rezvani, Jean Freustié et Jacques Chessex.
- Réédition dans le journal Hachette-information no 18, mars-avril 1980.
- Publication dans Le Magazine littéraire no 193, mars 1983.
- Première édition en volume : Seuil, coll. « Librairie du XXe siècle », 1993.  (ISBN 2-02-013646-5).

## Travaux dérivés
Le texte a servi de point de départ à vingt-deux nouvelles publiées dans la Bibliothèque Oulipienne entre 1992 et 2016. Les vingt premières ont été réunies en un recueil, Le Voyage d'hiver et ses suites, avec une postface de Jacques Roubaud. Les titres de chacune des nouvelles sont une homophonie approximative du Voyage d'hiver : Le Voyage d'hier, Le Voyage d’Hitler, Si par une nuit un voyage d'hiver, etc. Les textes sont une suite, une variation ou une extension de la nouvelle initiale.
De nombreux auteurs oulipiens y ont participé : Michèle Audin, Marcel Bénabou, Jacques Bens, Paul Braffort, François Caradec, Frédéric Forte, Paul Fournel, Michelle Grangaud, Jacques Jouet, Étienne Lécroart, Hervé Le Tellier, Daniel Levin Becker, Harry Mathews, Ian Monk, Jacques Roubaud.

### Éditions
- Le Voyage d’hiver par Georges Perec ; Le Voyage d’hier par Jacques Roubaud, précédés de Voyages divers par Bernard Magné, et suivis de Voyages d’envers par Julien Bouchard, Nantes, Le Passeur, 1997,  (ISBN 2-907913-53-0).
- Georges Perec, Oulipo, Le Voyage d’hiver et ses suites, Seuil, coll. « Librairie du XXe siècle », 2013,  (ISBN 978-2-02-112732-4) ; réunit vingt numéros de la Bibliothèque Oulipienne, également réédités dans les volumes IV, VIII et IX de cette collection par Le Castor astral.